# Collenburg

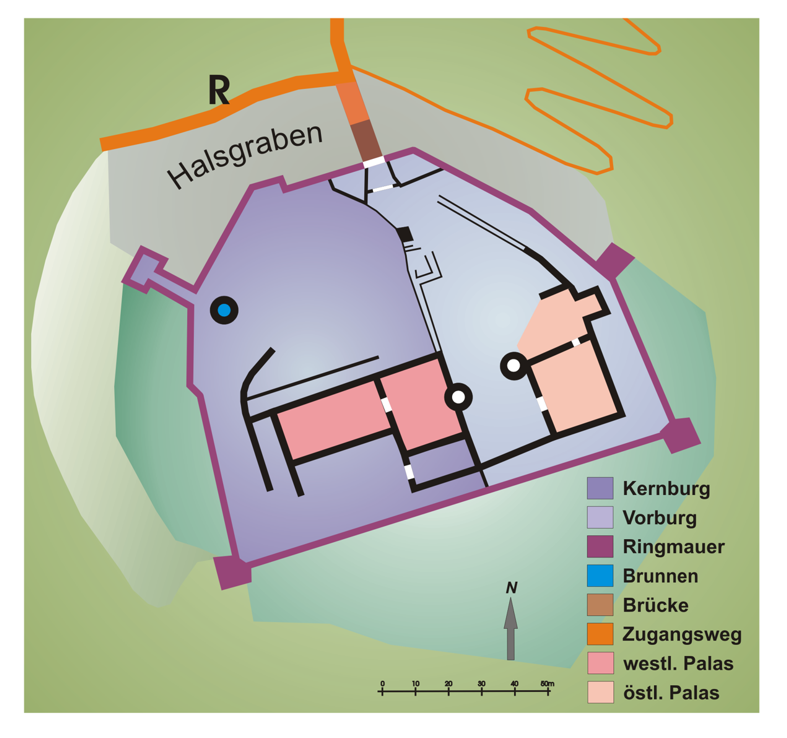
Karte der Ruine Collenburg

Die Collenburg, auch Kollenburg geschrieben, ist eine mittelalterliche Höhenburg auf 195 m ü. NN der Schenken von Limpurg und der Rüdt von Collenberg am rechten Ufer des Mains zwischen Fechenbach und Dorfprozelten im Landkreis Miltenberg in Bayern, Deutschland.

## Geografische Lage
Die sich in Ost-West-Lage ausdehnende Ruine der Collenburg befindet sich etwa einen Kilometer östlich von Fechenbach, einem Ortsteil des rechtsmainischen Collenberg, 50 bis 60 Meter über dem Maintal am Südrand des Spessarts auf einem Sporn aus Sandstein des Fechenbergs. Der Sandsteinfelsen wurde zum Teil in den Baukörper mit einbezogen. Die von starkem Bewuchs umgebene Ruine ist vom Tal aus nur in den Wintermonaten  sichtbar und schwer zugänglich. Vom Forsthaus Fechenbach aus führt ein schmaler, steiler Serpentinenfußweg hinauf zur Burg. Eine öffentliche Zufahrt gibt es nicht, jedoch tangieren der mit einem „R“ markierte Maintalhöhenringweg und der Fränkische Marienweg die Ruine.

## Geschichte
Im Zusammenhang mit der Ersterwähnung Fechenbachs im Jahr 1214 wurde auch die Collenburg erstmals urkundlich erwähnt. Als Erbauer und Eigentümer wird Walter von Schüpf erwähnt, auch genannt Walter de Colbo (nach seinem Vorfahren Conradus de Colbo, dem Erbauer der nicht weit entfernten Clingenburg in Klingenberg am Main und der Henneburg in Stadtprozelten). 
Der Name Collenburg, oder ursprünglich Collenberg, besteht aus dem Personennamen Colbo (von Walter de Colbo) und dem mittelhochdeutschen Wort bërc für Berg oder Burg. Der Beiname Colbo leitet sich von den Streitkolben ab, die die Schenkenfamilie im Wappen führte. Der ursprüngliche Burgname wurde später auch für den Namen der Gemeinde Collenberg verwendet. Walter de Colbos Sohn Walter wird 1230/1234 als Schenk von Limpurg bezeugt, da er offenbar zuvor die Burg Limpurg bei Schwäbisch Hall hatte erbauen lassen. Seither nannte die Familie sich Schenken von Limpurg.
Im 13. Jahrhundert wurde die Burg in den Händen der Rüdt eine Lehensburg der Deutschordenskommende Prozelten. 1483 kam die Burg an das Erzstift Mainz als Lehnherr. Im 18. Jahrhundert verfiel die Burg.

### Die Schenken von Limpurg

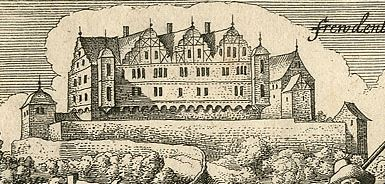
Gesamtansicht der unzerstörten Collenburg von Süden, 1625

Walter von Schüpf, der zum Geschlecht der Schenken von Limpurg gehörte, deren Hauptsitz später die Burg Limpurg bei Schwäbisch Hall war, gab der Burg nahe Fechenbach den Namen Collenburg in Anlehnung an die Namen seiner Vorfahren. Walter von Schüpf heiratete 1253 Elisabeth von Königstein-Reicheneck und übersiedelte mit ihr auf die Burg Reicheneck im Raum Nürnberg/Hersbruck. Bis zu seinem Tod 1268 blieb Walter Eigentümer der Collenburg.

### Die Rüdt von Collenberg
Walters Witwe übereignete bald nach dem Tode ihres Gatten die Collenburg an den Deutschen Orden, von dem Wipertus Rüde de Rüdenau die Burg zu Lehen und Erbe nahm. Er ist der Erbauer der Burg in  Bödigheim nahe Buchen im Odenwald und nennt sich zum Zeitpunkt seines Todes 1306 Wipertus von Bödigheim. Der Stammsitz des weit verzweigten Geschlechts der Rüdt ist bis Ende des 13. Jahrhunderts Amorbach. Der Familienzweig, dem Wipertus abstammte, hatte sich aber bereits in Rüdenau bei Kleinheubach nahe Miltenberg niedergelassen. Wipertus gilt als Stammvater der Rüdt von Bödigheim und der Rüdt von Collenberg. Letztere Bezeichnung setzte sich in der Folgezeit als Name für beide Linien durch.
Wipertus’ Nachfahren auf der Collenburg erwarben  1450 das Allod Fechenbach und Reistenhausen hinzu und wandelten es zur Ritterschaft. Auch wenn um 1500 die Collenburg durch Gebietstausch vom Deutschen Orden an das Erzstift Mainz gelangte, änderte dies nichts an den Lehensverhältnissen und die Ritter von Rüdt blieben auf der Burg. Die Reichsunmittelbarkeit wurde ihnen 1541 bestätigt. Die auf der Collenburg  ansässige Linie der Rüdt starb jedoch 1635 in männlicher Erbfolge aus.

### Die Grafen von Reigersberg
Nach dem Erlöschen der rüdtschen Erbfolge konnte das Erzstift Mainz frei über die Collenburg verfügen und vergab sie 1648 wiederum zu Lehen und Erbe an den kurmainzischen Kanzler Nikolaus Georg von Reigersberg, dem Mitunterzeichner des Westfälischen Friedens. Seine Frau war eine Enkelin der letzten Rüden von Collenburg. Etwa 100 Jahre residierten die Grafen von Reigersberg auf der Collenburg, bis sie ihnen nicht mehr standesgemäß erschien und sie 1750 ihr neu errichtetes Schloss Fechenbach am Main bezogen. Ein kleiner Teilbereich der Burg diente noch einige Jahrzehnte als Amtssitz und Försterwohnung. Die von Kriegseinwirkungen stets verschont gebliebene Anlage begann zu verfallen.

### Freiherren von Bethmann

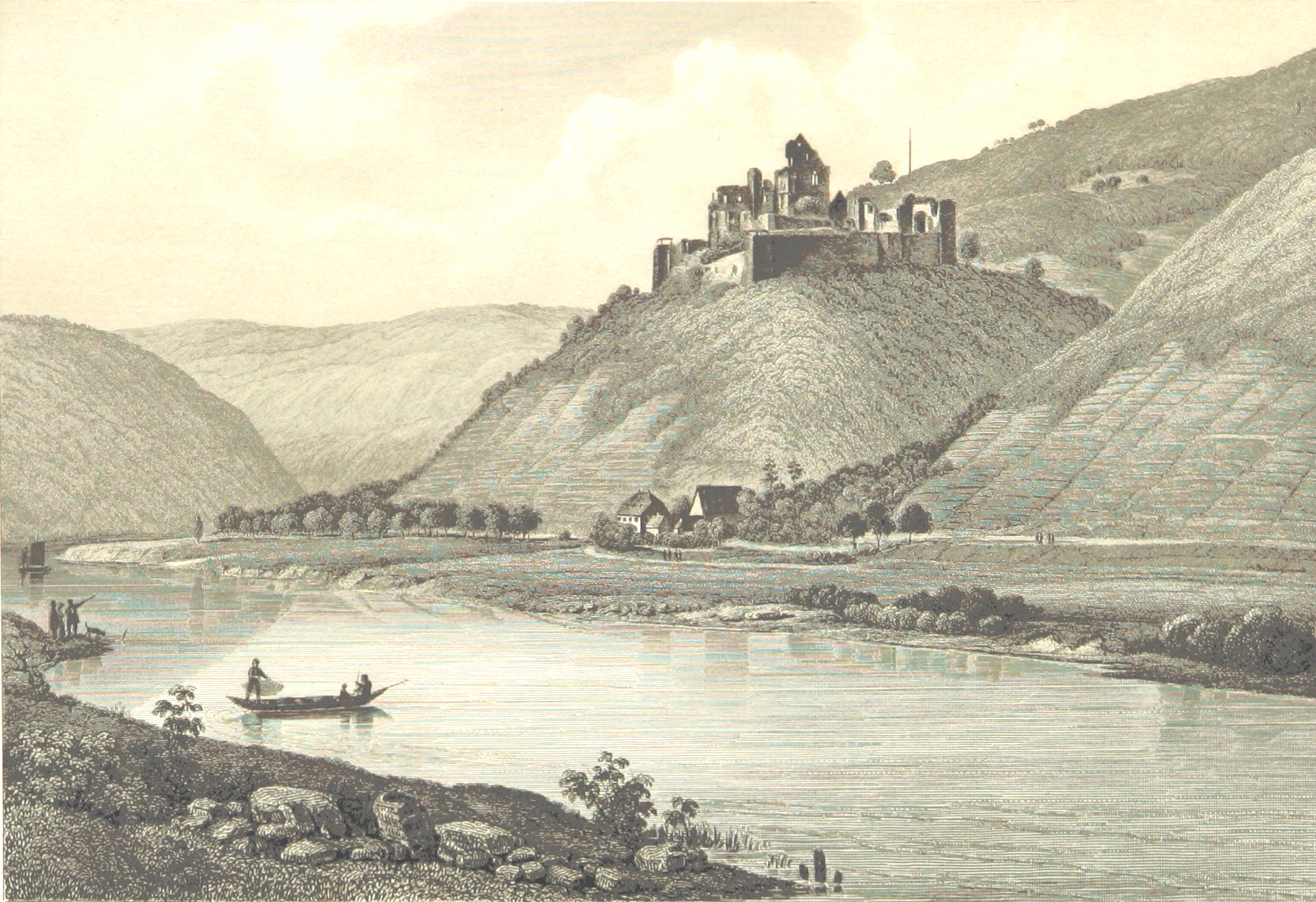
Collenburg 1847

Um 1840 siedelte das Forstamt in ein im Talgrund unterhalb der Burg neu erbautes Amtshaus um. Die nun unbewohnte und ruinöse Collenburg wurde zunehmend als Steinbruch benutzt. Der Frankfurter Bankier Karl Freiherr von Bethmann erwarb 1842 den gesamten Besitz der Reigersberg. Während das Fechenbacher Schloss weiterhin bewohnt wurde, verkaufte sein Sohn Freiherr Alexander von Bethmann nach 1918 den größten Teil des Grundbesitzes, einen Teil der zum Schloss gehörenden Gebäude und die Ruine Collenburg an die Gemeinden Fechenbach beziehungsweise Reistenhausen.

## Heutige Nutzung

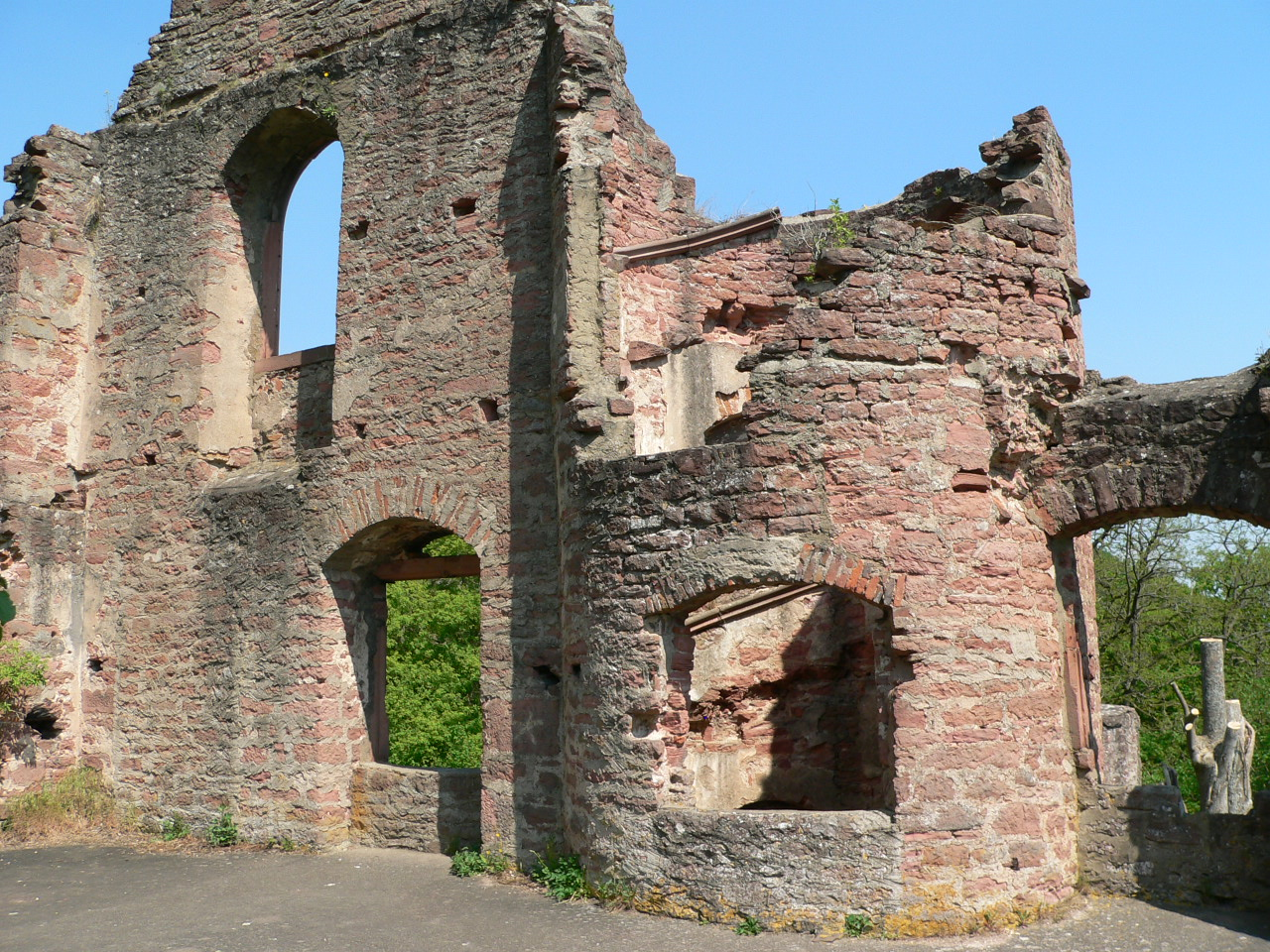
Südgiebel des östlichen Palas mit Treppenturmrest

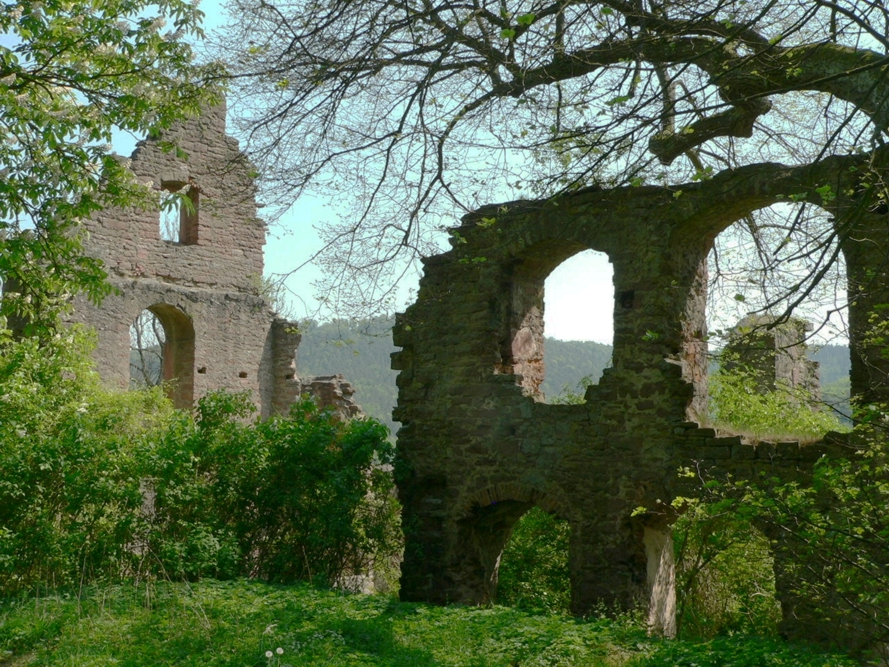
Außenmauern des westlichen Palas

Der fortschreitende Verfall der Ruine Collenburg konnte durch Sicherungsmaßnahmen in den 1980er Jahren aufgehalten werden. Eine Nutzung ähnlich der ihrer Schwesterburgen in Klingenberg (Theaterfestspiele) und Stadtprozelten (Besucherburg) wurde nicht angestrebt. 2005–2007 wurde die Ruine grundlegend stabilisiert und nach dem Vorbild des Ursprungsbaus teilrestauriert.

## Beschreibung
In der von einer geschlossenen Ringmauer mit quadratischen Türmen aus dem 16. bis 17. Jahrhundert umgebenen Anlage sind in der Vorburg Teile des Wohngebäudes mit Treppentürmen aus dem 14. bis 16. Jahrhundert ebenso erhalten, wie Reste der Nordfront des Palas und dessen hoch aufragende Ostgiebelwand in der Kernburg. Zugangsbrücke und Torhaus mit Torbögen von 1589 und 1609 sind nahezu vollständig vorhanden. Ein runder Wendeltreppenschacht (in der Karte als „Brunnen“ bezeichnet) erschloss eine den Halsgraben abriegelnde Streichwehr, von der aus eine in den bergseitigen Felsen gehauene Kammer zugänglich war. 
Die steil abfallende Mainseite erhielt im unteren Teil 1830 eine Terrassierung als Weinberg. Nach der Aufgabe des Weinbaues um 1918 wurden die Terrassen zur Obstbaumpflanzung genutzt.